# Düz Räsullu
Düz Räsullu (azerbajdzjanska: Düz Rəsullu) är en ort i Azerbajdzjan. Den ligger i distriktet Gädäbäy rajon, i den västra delen av landet, 400 km väster om huvudstaden Baku. Düz Räsullu ligger 1 531 meter över havet och antalet invånare är 1 237.
Terrängen runt Düz Räsullu är kuperad. Närmaste större samhälle är Çatax, 10,1 km nordost om Düz Räsullu.
Trakten runt Düz Räsullu består i huvudsak av gräsmarker. Runt Düz Räsullu är det ganska tätbefolkat, med 70 invånare per kvadratkilometer.